# Anton Jerzabek
Anton Jerzabek (28. dubna 1867 Vídeň – 26. března 1939 Vídeň) byl rakouský lékař a křesťansko sociální politik, na počátku 20. století poslanec Říšské rady, v poválečném období poslanec rakouské Národní rady.

## Biografie
Vychodil národní školu a gymnázium. Vystudoval univerzitu a působil jako lékař. Byl městským vrchním lékařem. Napsal četné studie o zdravotní péči a hygienických otázkách. Angažoval se v Křesťansko sociální straně Rakouska.
Na počátku 20. století se zapojil i do celostátní politiky. Ve volbách do Říšské rady roku 1911 získal mandát v Říšské radě (celostátní zákonodárný sbor) za obvod Čechy 99. Usedl do poslanecké frakce Křesťansko-sociální klub německých poslanců. Ve vídeňském parlamentu setrval až do zániku monarchie.Profesně byl k roku 1911 uváděn jako městský vrchní lékař.
Po válce zasedal v letech 1918–1919 jako poslanec Provizorního národního shromáždění Německého Rakouska (Provisorische Nationalversammlung). Od 10. listopadu 1920 do 1. října 1930 byl pak poslancem rakouské Národní rady.